# 欧纳波利斯
欧纳波利斯是巴西巴伊亚州的一个市镇。总面积1196.695平方公里，总人口99553人，人口密度83.2人/平方公里。